# OpenVAS
OpenVAS (Open Vulnerability Assessment System, Открытая система оценки уязвимости, первоначальное название GNessUs) — фреймворк, состоящий из нескольких сервисов и утилит, позволяющий производить сканирование узлов сети на наличие уязвимостей и управление уязвимостями.
Все продукты OpenVAS являются свободным ПО. Большая часть компонентов выпускается под лицензией GPL.

## История
Проект OpenVAS, под именем GNessUs, начался как форк сканера уязвимостей с открытым исходным кодом Nessus, разрабатываемого компании Tenable Network Security, после того как в октябре 2005 года компания приняла решение закрыть исходный код приложения и сделать его проприетарным. OpenVAS был первоначально предложен компанией, занимающейся проведением испытаний на проникновение Portcullis Computer Security и затем анонсирован Тимом Брауном на Slashdot. В настоящее время основным контрибьютором проекта является немецкая компания Greenbone Networks GmbH.
Проект OpenVAS поддерживается организацией Software in the Public Interest.
Ежедневно обновляемая база уязвимостей OpenVAS включает в себя около 35 000 (на апрель 2015 года) проверок, так называемых Network Vulnerability Tests (NVTs).

## Документирование
Структура протоколов OpenVAS подробно документирована.